# Brignano Gera d'Adda
Brignano Gera d'Adda is een gemeente in de Italiaanse provincie Bergamo (regio Lombardije) en telt 4916 inwoners (31-12-2004). De oppervlakte bedraagt 11,8 km², de bevolkingsdichtheid is 434 inwoners per km².

## Demografie
Brignano Gera d'Adda telt ongeveer 1868 huishoudens. Het aantal inwoners steeg in de periode 1991-2001 met 3,9% volgens cijfers uit de tienjaarlijkse volkstellingen van ISTAT.
| Jaar | Inwoneraantal |
| ---- | ------------- |
| 1991 | 4593          |
| 2001 | 4773          |
| 2004 | 4916          |

## Geografie
De gemeente ligt op ongeveer 131 m boven zeeniveau.
Brignano Gera d'Adda grenst aan de volgende gemeenten: Caravaggio, Castel Rozzone, Cologno al Serio, Lurano, Morengo, Pagazzano, Spirano, Treviglio.

## Externe link

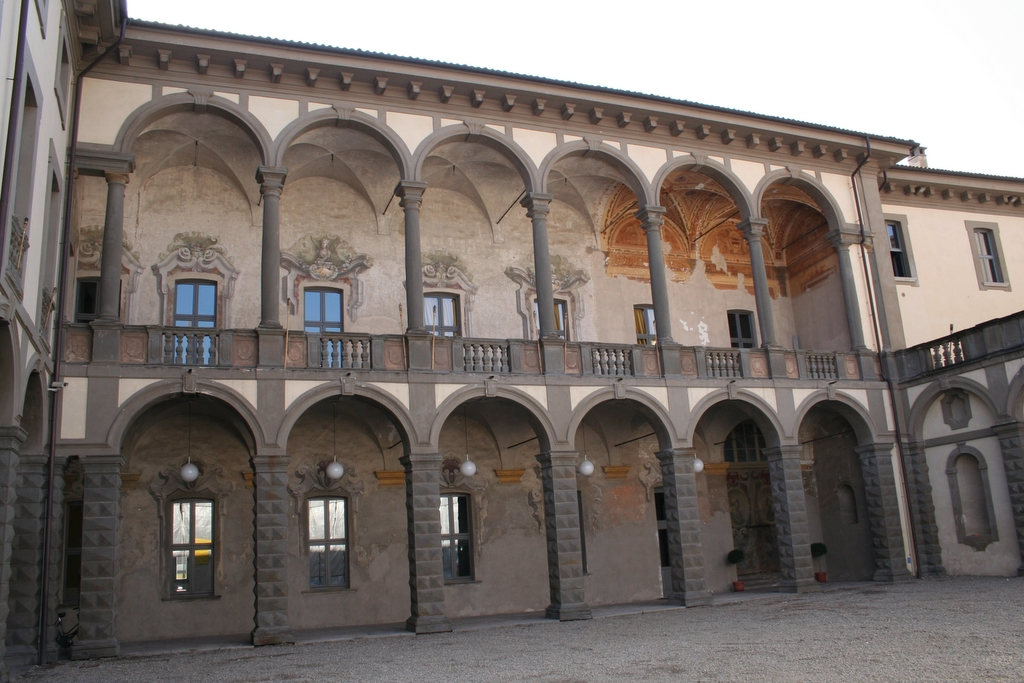
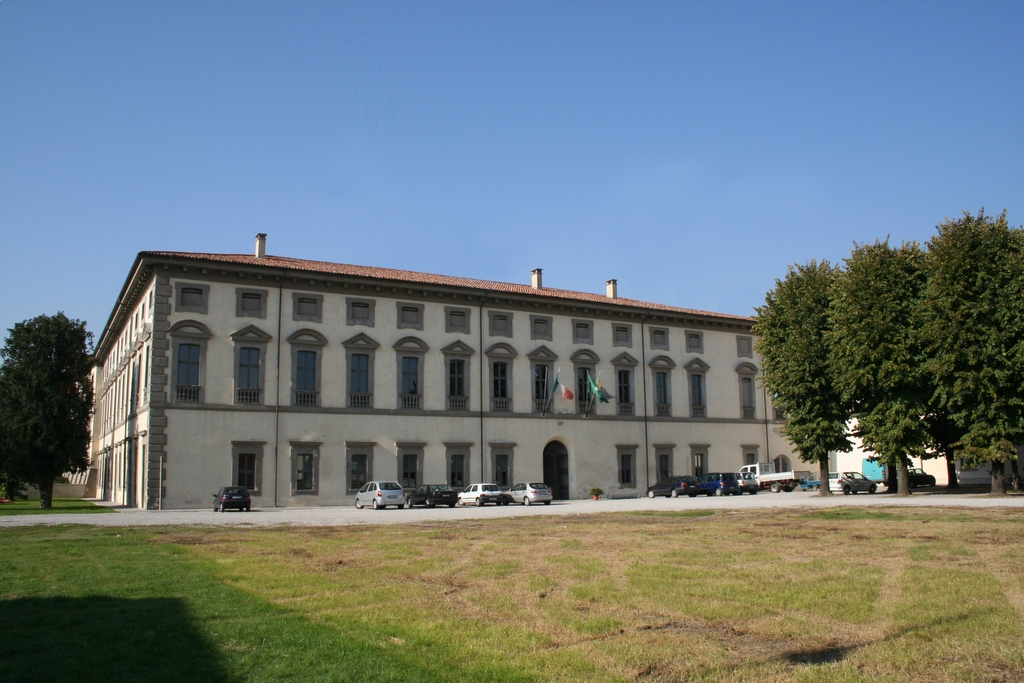
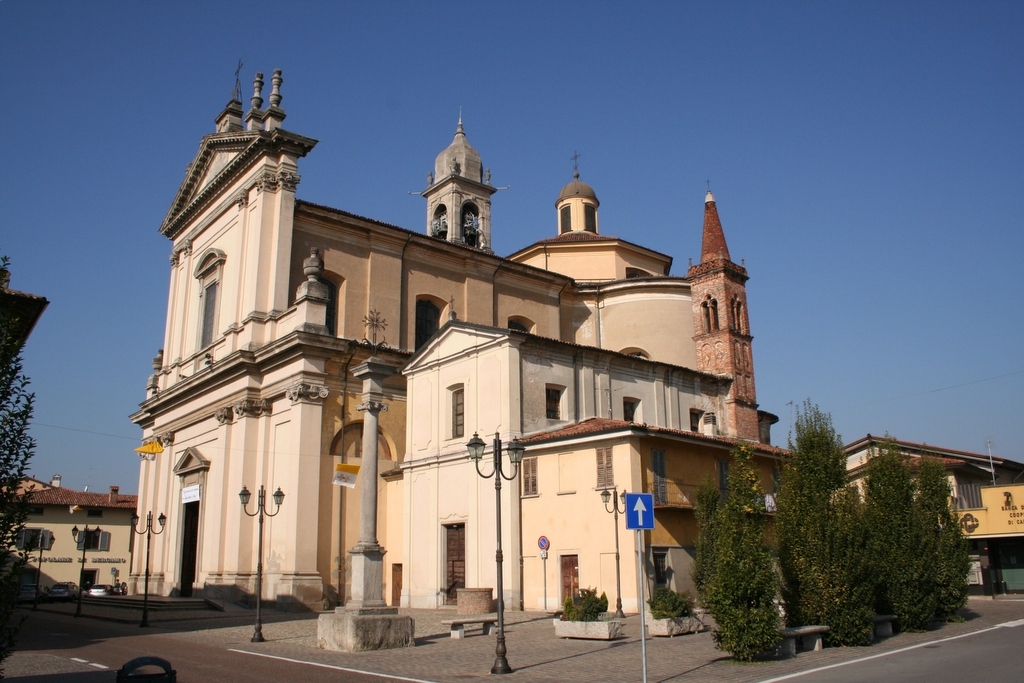